# リュウキュウアイ
リュウキュウアイ（琉球藍、学名 : Strobilanthes cusia）は、キツネノマゴ科イセハナビ属の低木である。
鹿児島県、沖縄県、台湾からインドシナ半島にかけて分布する。枝葉は藍色染料製造に用いられる。
健康食品に配合されることもあるが潰瘍性大腸炎患者では、摂取により肺動脈性肺高血圧を発症する可能性があるため厚労省から注意喚起されている。

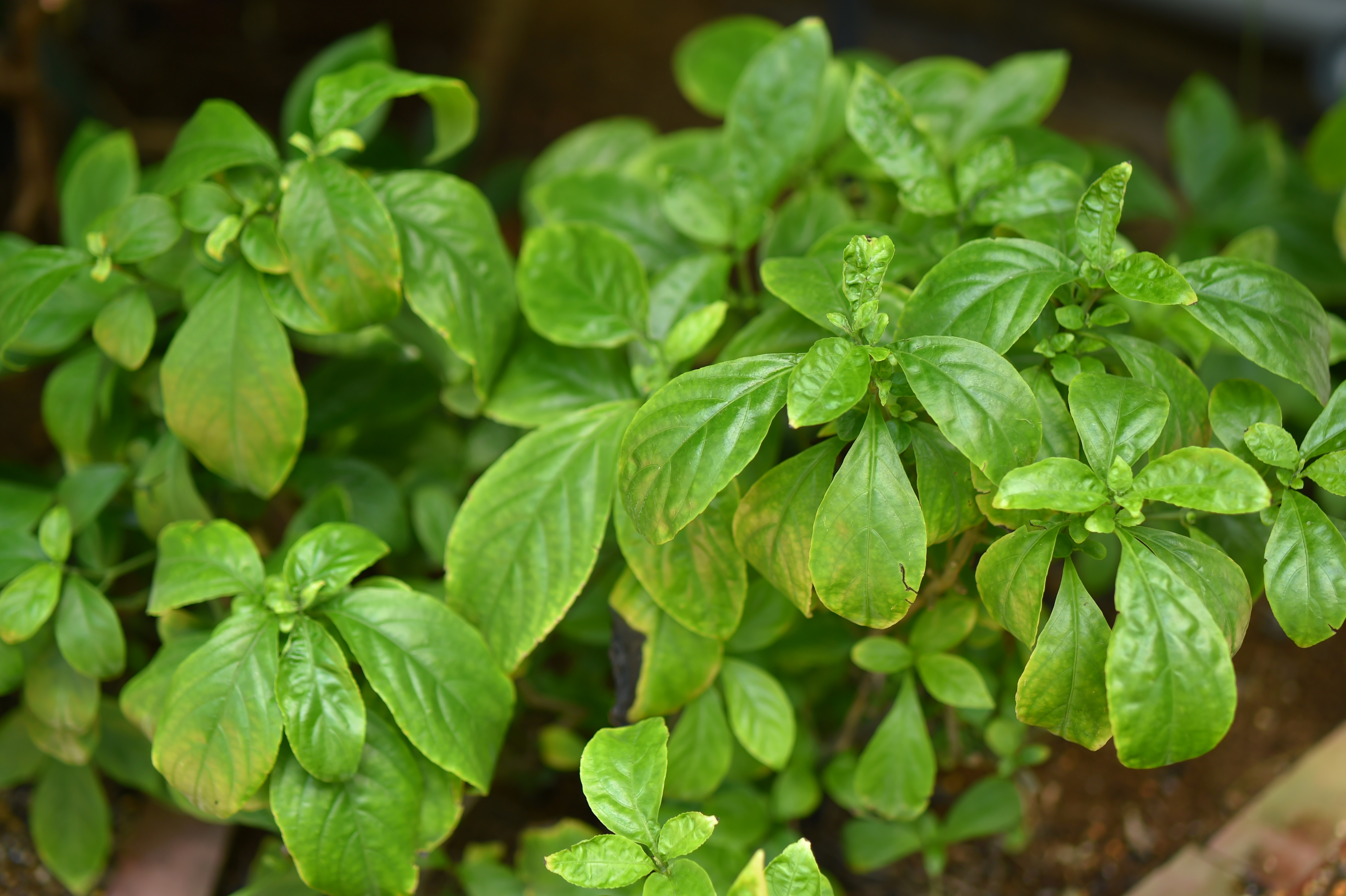
リュウキュウアイの株